# Abongile Tom
Abongile Tom (ur. 16 grudnia 1991) – południowoafrykański sędzia piłkarski. Sędzia międzynarodowy.
Tom znalazł się na liście sędziów Mistrzostw Świata U-20 2023 oraz Mistrzostw Narodów Afryki 2023.

## Sędziowane meczeMistrzostw Narodów Afryki 2023[3]
| Mecz                                    | Data       | Miejsce                         | Runda        | Wynik | Żółta kartka | Czerwona kartka |
| --------------------------------------- | ---------- | ------------------------------- | ------------ | ----- | ------------ | --------------- |
| Algieria – Libia                        | 13.01.2023 | Stadion Nelsona Mandeli, Baraki | Faza grupowa | 1:0   | 4            | 0               |
| Senegal – Demokratyczna Republika Konga | 22.01.2023 | Stadion 19 Maja 1956, Annaba    | Faza grupowa | 3:0   | 2            | 1               |
| Algieria – Niger                        | 31.01.2023 | Stade olympique d’Oran, Oran    | Półfinał     | 5:0   | 1            | 0               |

## Sędziowane mecze Mistrzostw Świata U-20 2023[4]
| Mecz                                | Data       | Miejsce                                              | Runda        | Wynik | Żółta kartka | Czerwona kartka |
| ----------------------------------- | ---------- | ---------------------------------------------------- | ------------ | ----- | ------------ | --------------- |
| Gwatemala U-20 – Nowa Zelandia U-20 | 20.05.2023 | Estadio Único Madre de Ciudades, Santiago del Estero | Faza grupowa | 0:1   | 7            | 0               |